# Кочкино (Івановська область)
Кочкино (рос. Кочкино) — присілок в Палехському районі Івановської області Російської Федерації.
Населення становить 1 особу. Входить до складу муніципального утворення Пановське сільське поселення.

## Історія
Від 2005 року входить до складу муніципального утворення Пановське сільське поселення.

## Населення
| 1859 | 1905 | 2002 | 2010 |
| ---- | ---- | ---- | ---- |
| 138  | ↗143 | ↘0   | ↗1   |